# Піщано-Брідська волость
Піщано-Брідська волость — історична адміністративно-територіальна одиниця Єлизаветградського повіту Херсонської губернії із центром у селі Піщаний Брід.
Утворена наприкінці 1880-х років перетворенням Фурманівської та частини Лисогірської волості.
За даними 1894 року у волості налічувалось 11 поселень, 1289 дворових господарств, населення становило 7097 осіб.